# Formula–1 holland nagydíj

Circuit Zandvoort

A Formula–1 holland nagydíj 1952 és 1985 között – kisebb megszakításokkal – minden évben az Északi-tenger partvidékén fekvő Circuit Zandvoort pályán került megrendezésre. Bár már 2020-ban újból versenyt rendeztek volna Hollandiában, a koronavírus-járvány miatt a holland nagydíj csak 2021-ben került ismét megrendezésre. A 36 év elteltével visszatérő holland nagydíjat a hazai pályán versenyző Max Verstappen nyerte meg.
Zandvoort már 1950-ben és 1951-ben is otthont adott Formula–1-es futamoknak, de az akkor szerzett eredmények nem számítottak bele a hivatalos világbajnoki pontversenybe. Mindkét versenyt a francia Louis Rosier nyerte meg egy Talbot-Lagóval. 1952-ben és 1953-ban Alberto Ascari és a Ferrari nyerte meg a nagydíjat, 1955-ben pedig Juan Manuel Fangio a Mercedesszel.
1958 és 1971 illetve 1973 és 1985 között minden évben volt holland nagydíj. 1972-ben azért maradt el a futam, mert a pálya már nem felelt meg a biztonsági előírásoknak, ezért az év folyamán átépítették, és 1973-ban már ismét szerepelt a Formula–1 versenynaptárában. Panorama néven hozzáépítettek egy új sikánt, de az új szabályok ellenére Roger Williamson verseny közben halálos balesetet szenvedett. A fiatal brit autóversenyzőnek ez volt a második nagydíja. 1979-ben egy újabb sikánnal gazdagodott a pálya. 1980-ban a német Hans-Georg Bürger vesztette életét, egy Formula–2-es futam bemelegítő körén.
1985-ben rendeztek utoljára futamot a zandvoorti pályán, mert a CENAV nevű vállalat, amely kereskedelmileg működtette, kiszállt az üzletből, megpecsételve ezzel a pálya sorsát. Az önkormányzati tulajdonban lévő versenypályát ezután nem használták, és 1987-ben a terület egy részét eladták egy parkfejlesztő vállalatnak.
A legtöbb győzelmet Jim Clark szerezte meg, aki 1963 és 1967 között négyszer lett első a nagydíjon. Jackie Stewart, Niki Lauda és Max Verstappen három versenyt nyertek meg Zandvoortban.
| Év          | Versenyző          | Konstruktőr      | Helyszín      | Összefoglaló  |
| ----------- | ------------------ | ---------------- | ------------- | ------------- |
| 2024        | Lando Norris       | McLaren-Mercedes | Zandvoort     | Összefoglaló  |
| 2023        | Max Verstappen     | Red Bull-RBPT    | Zandvoort     | Összefoglaló  |
| 2022        | Max Verstappen     | Red Bull-RBPT    | Zandvoort     | Összefoglaló  |
| 2021        | Max Verstappen     | Red Bull-Honda   | Zandvoort     | Összefoglaló  |
| 2020        | törölve            | törölve          | törölve       | törölve       |
| 2019 – 1986 | Nem rendeztek      | Nem rendeztek    | Nem rendeztek | Nem rendeztek |
| 1985        | Niki Lauda         | McLaren          | Zandvoort     | Összefoglaló  |
| 1984        | Alain Prost        | McLaren          | Zandvoort     | Összefoglaló  |
| 1983        | René Arnoux        | Ferrari          | Zandvoort     | Összefoglaló  |
| 1982        | Didier Pironi      | Ferrari          | Zandvoort     | Összefoglaló  |
| 1981        | Alain Prost        | Renault          | Zandvoort     | Összefoglaló  |
| 1980        | Nelson Piquet      | Brabham          | Zandvoort     | Összefoglaló  |
| 1979        | Alan Jones         | Williams         | Zandvoort     | Összefoglaló  |
| 1978        | Mario Andretti     | Lotus            | Zandvoort     | Összefoglaló  |
| 1977        | Niki Lauda         | Ferrari          | Zandvoort     | Összefoglaló  |
| 1976        | James Hunt         | McLaren          | Zandvoort     | Összefoglaló  |
| 1975        | James Hunt         | Hesketh          | Zandvoort     | Összefoglaló  |
| 1974        | Niki Lauda         | Ferrari          | Zandvoort     | Összefoglaló  |
| 1973        | Jackie Stewart     | Tyrrell          | Zandvoort     | Összefoglaló  |
| 1971        | Jacky Ickx         | Ferrari          | Zandvoort     | Összefoglaló  |
| 1970        | Jochen Rindt       | Lotus            | Zandvoort     | Összefoglaló  |
| 1969        | Jackie Stewart     | Matra            | Zandvoort     | Összefoglaló  |
| 1968        | Jackie Stewart     | Matra            | Zandvoort     | Összefoglaló  |
| 1967        | Jim Clark          | Lotus            | Zandvoort     | Összefoglaló  |
| 1966        | Jack Brabham       | Brabham          | Zandvoort     | Összefoglaló  |
| 1965        | Jim Clark          | Lotus            | Zandvoort     | Összefoglaló  |
| 1964        | Jim Clark          | Lotus            | Zandvoort     | Összefoglaló  |
| 1963        | Jim Clark          | Lotus            | Zandvoort     | Összefoglaló  |
| 1962        | Graham Hill        | BRM              | Zandvoort     | Összefoglaló  |
| 1961        | Wolfgang von Trips | Ferrari          | Zandvoort     | Összefoglaló  |
| 1960        | Jack Brabham       | Cooper           | Zandvoort     | Összefoglaló  |
| 1959        | Jo Bonnier         | BRM              | Zandvoort     | Összefoglaló  |
| 1958        | Stirling Moss      | Vanwall          | Zandvoort     | Összefoglaló  |
| 1955        | Juan Manuel Fangio | Mercedes-Benz    | Zandvoort     | Összefoglaló  |
| 1953        | Alberto Ascari     | Ferrari          | Zandvoort     | Összefoglaló  |
| 1952        | Alberto Ascari     | Ferrari          | Zandvoort     | Összefoglaló  |

## Legsikeresebb versenyzők
| Győzelmek | Versenyző      | Győztes évek           |
| --------- | -------------- | ---------------------- |
| 4         | Jim Clark      | 1963, 1964, 1965, 1967 |
| 3         | Jackie Stewart | 1968, 1969, 1973       |
| 3         | Niki Lauda     | 1974, 1977, 1985       |
| 3         | Max Verstappen | 2021, 2022, 2023       |
| 2         | Alberto Ascari | 1952, 1953             |
| 2         | Jack Brabham   | 1960, 1966             |
| 2         | James Hunt     | 1975, 1976             |
| 2         | Alain Prost    | 1981, 1984             |

## Legsikeresebb konstruktőrök
| Győzelmek | Konstruktőr | Győztes évek                                   |
| --------- | ----------- | ---------------------------------------------- |
| 8         | Ferrari     | 1952, 1953, 1961, 1971, 1974, 1977, 1982, 1983 |
| 6         | Lotus       | 1963, 1964, 1965, 1967, 1970, 1978             |
| 3         | McLaren     | 1976, 1984, 1985                               |
| 3         | Red Bull    | 2021, 2022, 2023                               |
| 2         | BRM         | 1959, 1962                                     |
| 2         | Matra       | 1968, 1969                                     |
| 2         | Brabham     | 1966, 1980                                     |